# Schinus ramboi
Schinus ramboi är en sumakväxtart som beskrevs av Fred Alexander Barkley. Schinus ramboi ingår i släktet Schinus och familjen sumakväxter. Inga underarter finns listade i Catalogue of Life.